# Villarino (partido)
Villarino est un partido de la province de Buenos Aires fondé le 28 juillet 1886, et dont le chef-lieu est la ville de Médanos. 
Il occupe 11 400 km2 et a une densité de 2,1 habitants/km2.

## Population
- Population juin 2007 : 27.812 habitants
- 1991 : 24.427
- 2001 : 26.517

## Villes et localités
- Hilario Ascasubi
- Mayor Buratovich
- Médanos, chef-lieu
- Pedro Luro